# Zanclorhynchus
Genre
Zanclorhynchus est un genre de poissons des mers australes de la famille des Congiopodidae.

## Liste des espèces
Actuellement, 2 espèces sont reconnues dans ce genre :
- Zanclorhynchus chereshnevi
- Zanclorhynchus spinifer